# نهر كوميرينغ
نهر كوميرينغ هو نهر في شمال سومطرة، إندونيسيا. وهو رافد من نهر موسي
.